# Abd al-Kádir al-Husajní
Abd al-Kádir al-Husajní (arabsky عبد القادر الحسيني‎, žil 1907 – 8. dubna 1948), někdy též Abdul Kádir al-Husajní, byl palestinský revolucionář a velitel arabských milicí. V roce 1933 založil tajnou Organizaci svatého boje (Munathamat al-Jihad al-Muqaddas), která se během arabského povstání z let 1936 až 1939 přetransformovala do Armády svaté války (Jaysh al-Jihad al-Muqaddas). Tu al-Husajní vedl spolu s Hasanem Salámou v občanské válce v mandátní Palestině.

## Život
Abd al-Kádir al-Husajní se narodil do prominentní jeruzalémské rodiny al-Husajní. Jeho otcem byl politik Musa al-Husajni. Během nadvlády Osmanské říše nad Palestinou zastával jeho otec významné funkce a vysložil si titul paša. Po pádu říše byl v letech 1918 až 1920 starostou Jeruzaléma. V roce 1920 rezignoval na protest proti zavedení britské mandátní Palestiny. Poté se angažoval v nacionálních kruzích a stal se předsedou Palestinského arabského kongresu. Až do roku 1933 byl Musa al-Husajni tváří protestů proti britské mandátní správě a vedl řadu demonstrací. Na jedné z nich byl v říjnu 1933 brutálně zbit policií a na následky zranění v březnu 1934 zemřel. 
Abd al-Kádir al-Husajní studoval na předních jeruzalémských školách a následně na Americké univerzitě v Bejrútu. Následně ale přešel na Americkou univerzitu v Káhiře, kde vystudoval obor chemie. Po škole se krátce stal úředníkem v mandátní správě.
Po založení Palestinské arabské strany v roce 1935 se stal jejím členem. Získal pozice generálního tajemníka a šéfredaktora stranického tisku.
Po vypuknutí arabského povstání v roce 1936 se přesunul do Hebronu, kde se do povstání aktivně zapojil. Měl být velícím důstojníkem pro oblast Jeruzaléma. S blížící se porážkou povstání se v roce 1938 uchýlil do exilu. V roce 1939 se dostal do Iráku. Tam se on, Džamál al-Husajní a Amín al-Husajní v roce 1941 podíleli na nacionalistickém pokusu o puč v Iráckém království, které bylo dříve pod britskou mandátní správou. Převrat vedl Rašíd Alí al-Kajlání s podporou nacistického Německa a fašistické Itálie. Pokus o puč vedl k britské intervenci a k anglo-irácké válce. 
V roce 1946 odcestoval do Egypta, odkud se na začátku roku 1948 vrátil do Palestiny, kde vedl Armádu svaté války v probíhající občanské válce. V dubnu 1948 padl v bitvě o Kastal Hill. Ten během operace Nachšon dobyly židovské oddíly Hagana. Abd al-Kádir al-Husajní je následně vytlačil. Nicméně několik dní poté jednotky Palmach Kastal Hill opět dobyly a při bojích byl al-Husajní zabit. Jeho smrt měla demoralizující účinek na jeho milice.
Abd al-Kádir al-Husajní byl od roku 1934 ženatý. V roce 1940 se mu v Iráku narodil syn Fajsal. Ten později pracoval pro Organizaci pro osvobození Palestiny a byl politikem za Fatah.

## Galerie
- Abd al-Kádir al-Husajní na své svatbě (1934)
- Abd al-Kádir al-Husajní se svými jednotkami v lednu 1948
- Abd al-Kádir al-Husajní se svými jednotkami v dubnu 1948